# 马明亮
马明亮（1920年5月—1996年），男，回族，宁夏固原人，生于苏联伏龙芝，中华人民共和国政治人物，曾任新疆维吾尔自治区政协副主席，新疆维吾尔自治区人大常委会副主任。